# Odostomella carceralis
Odostomella carceralis is een slakkensoort uit de familie van de Pyramidellidae. De wetenschappelijke naam van de soort is voor het eerst geldig gepubliceerd in 2000 door Pimenta, Absalão & Alencar.